# Takashi Onishi
Takashi Onishi (大西 貴 Onishi Takashi?), född 16 oktober 1971 i Ehime prefektur, är en japansk före detta fotbollsspelare.
Onishi började sin karriär 1994 i Sanfrecce Hiroshima. 1997 flyttade han till Kyoto Purple Sanga. Efter Kyoto Purple Sanga spelade han för Ehime FC. Han avslutade karriären 2002.